# 法勒斯貝克河
51°14′44″N 7°6′22″E / 51.24556°N 7.10611°E

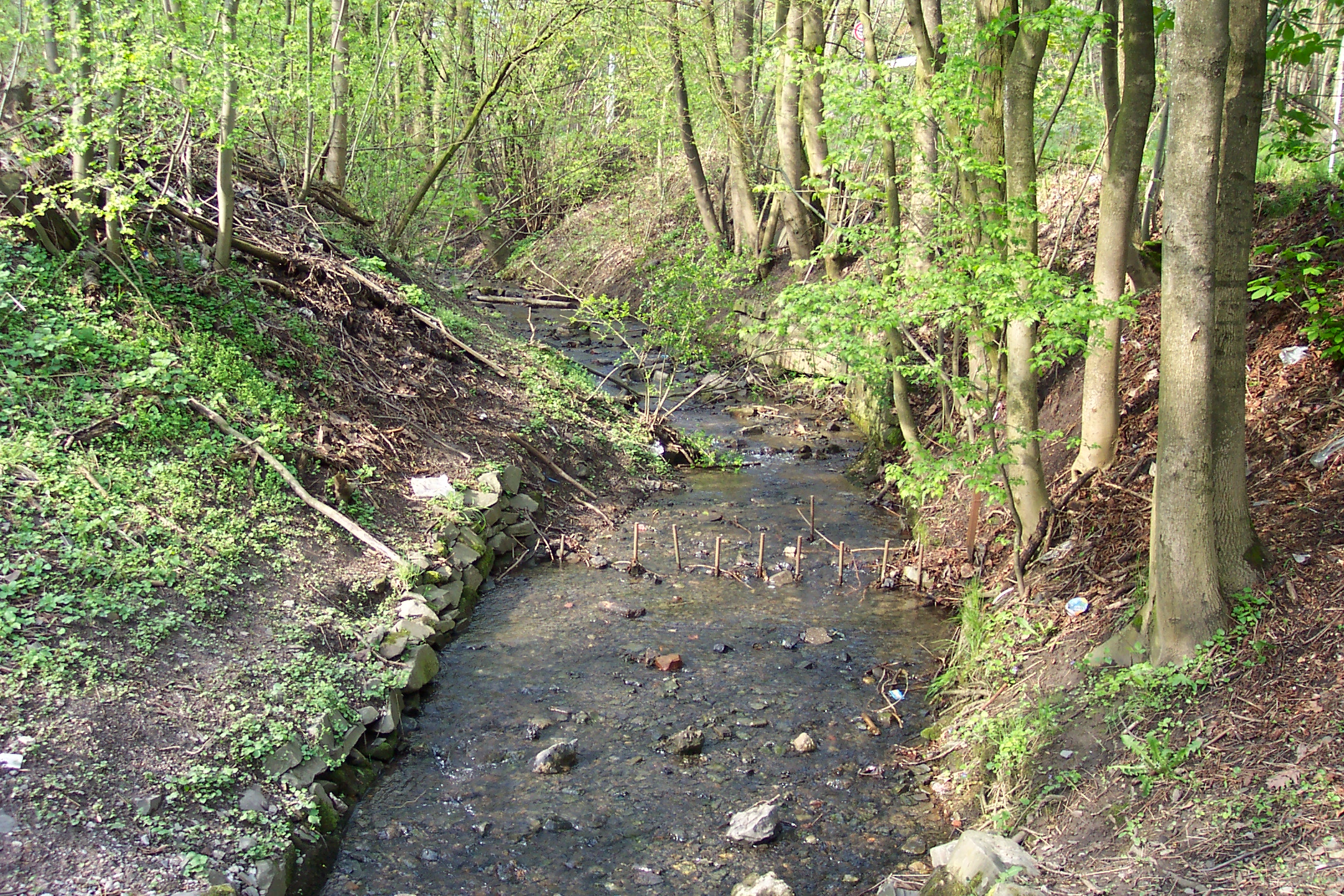
法勒斯貝克河

法勒斯貝克河（德語：Varresbeck），是德國的河流，位於該國西部，處於北萊茵-威斯特法倫州，屬於伍珀河的支流，河道全長3.2公里，流域面積4.0平方公里。

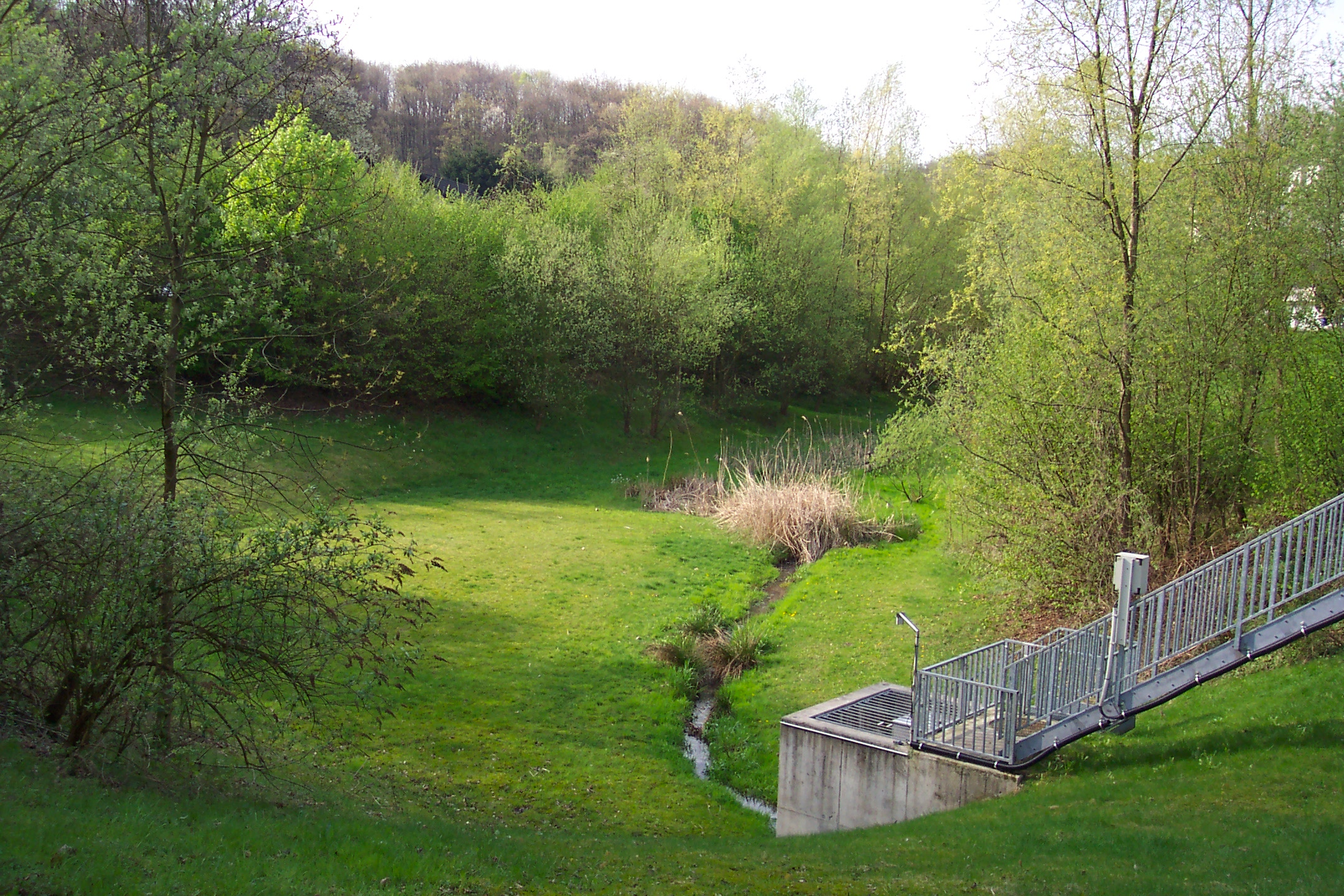
河景（2）
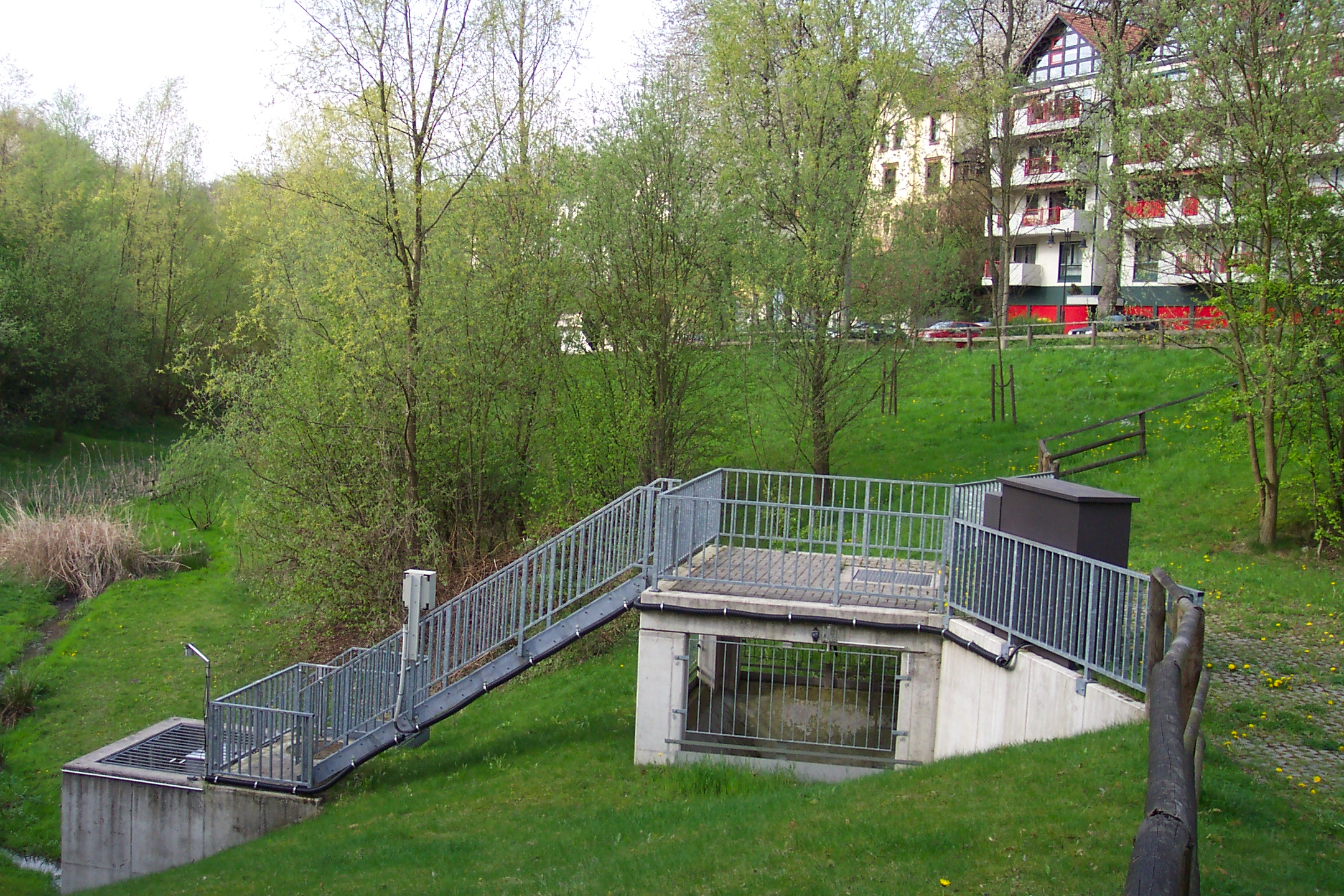
河景（3）